# 2020-as Erzsébet téri késelés

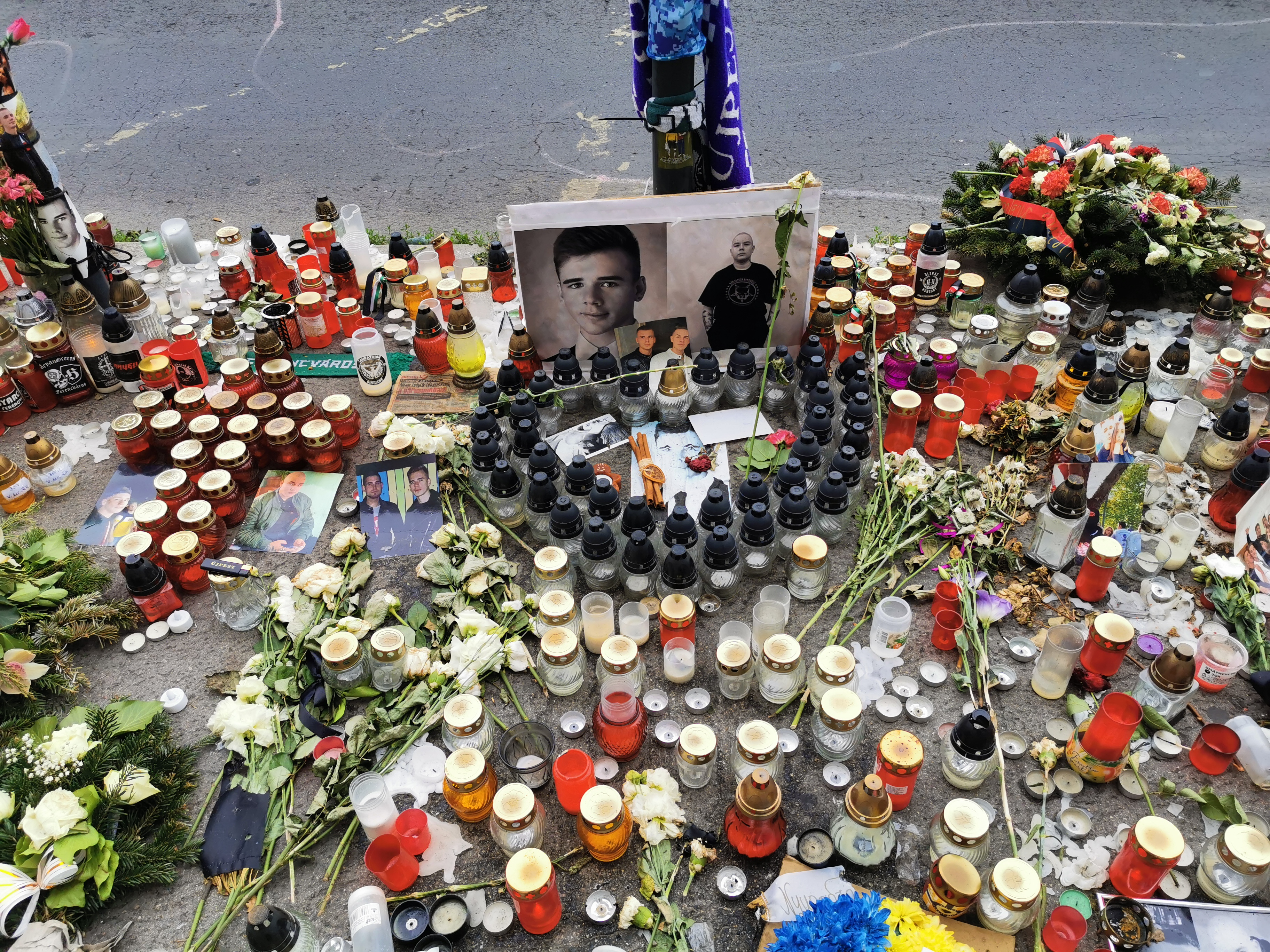
Megemlékezés az Erzsébet téren

2020. május 22-én hajnalban történt késelés a budapesti Erzsébet tér északi részén a József Attila utcánál.

## Események
A téren tartózkodó két, részben fiatalkorúakból álló társaság összeszólalkozott, majd előkerült a kés. Az aznap 18. születésnapját ünneplő Krisztián nevű fiatal több késszúrással megölt egy 16 és egy 21 éves fiatalt, majd elmenekült. A rendőrök 10 perc múlva elfogták a térfigyelő kamerák felvételei alapján, a kést is megtalálták. A két összeszólalkozó bandából szinte mindenki büntetett előéletű, kábítószer birtoklása és garázdaság miatt voltak már előállítva, holott sokan még a 18. életévüket sem töltötték be. Az áldozatok az elkövetőt nem ismerték, a 16 éves áldozat szintén aznap ünnepelte születésnapját. A helyszínen tartózkodott még három lány, ők semmit nem követtek el, csupán kísérletet tettek a dulakodó bandák tagjait szétválasztani.
A rendőrség a nyomozást elindította, a 18 éves elkövetőt őrizetbe helyezte, akárcsak két 19 éves társát, előzetes letartóztatásukat indítványozták. Az nem tisztázott, hogy a koronavírus-járvány idején bevezetett kijárási korlátozások, tilalmak idején hogyan fordulhatott elő hogy két nagy létszámú társaság tagjai együtt mozogjanak, szórakozzanak (holott szórakozóhely továbbra sem lehet nyitva). Az ügy óriási visszhangot váltott ki, többen ismét felvetették a halálbüntetés esetleges visszaállítását, egy Mi Hazánk-os országgyűlési képviselő pedig Szibériába küldené az elkövetőt.

## Demonstrációk
Miután kiderült hogy az egyik áldozat az Újpest FC szurkolója volt, Május 23-án gyertyagyújtással emlékeztek rájuk a Szusza Ferenc Stadionban.
Május 28-án 18 órára a Mi Hazánk Mozgalom tüntetést szervezett a Országos Roma Önkormányzat VII. kerületi, Dohány utcai székháza elé, arra a rosszindulatú híresztelésre alapozva, hogy az elkövető roma származású. A Covid19-koronavírus-járvány alatti gyülekezési korlátozások miatt a rendőrség nem engedélyezte a demonstrációt. Novák Előd ezzel szemben úgy érvelt, kegyeleti megemlékezést tartanak. Az Országos Roma Önkormányzat a demonstráció idejére kiürítette székházát.
Kb. 100-200-an jelentek meg a helyszínen, ahol a rendőrség lezárta előlük a Dohány utcát. 72 embert igazoltattak és 8 embert feljelentettek, zászlókat és transzparenseket koboztak el. Beszédet mondott Novák Előd, Apáti István és Toroczkai László, többek között a csendőrség visszaállítását követelték.
Ezután a tüntetők átvonultak a Deák térre, ahol Újpest-szurkolók, a Madách térről vonuló Ferencváros-szurkolók, és több más futballcsapat ultrái is csatlakoztak az így többezresre duzzadt tömeghez.  A demonstrálók füstgránátokat gyújtottak, és többek között "cigánybűnözésre" utaló rigmusokat skandáltak. A rendőrség ezúttal nem intézkedett a tömeg ellen.
Később kiderült, hogy az elkövető nem roma származású. Az eset ebből a szempontból hasonlít az ún. Mortimer-ügyre, ahol akkoriban jogvédők rasszista, cigányellenes bűncselekményről beszéltek, de végül kiderült, hogy mind az elkövető, mind a sértett roma.

## Ítélet
2024. április 29-én a Fővárosi Törvényszék nem jogerős íteletében a késelőt (az I. rendű vádlottat) több ember sérelmére elkövetett emberölés, felfegyverkezve, csoportosan elkövetett rablás bűntette és súlyos testi sértés bűntettének kísérlete miatt 25 év fegyházbüntetésre és 10 év közügyektől eltiltásra ítélte. 
A II. rendű vádlottat (aki belerúgott az egyik megkéselt, földön fekvő sértettbe) csoportosan elkövetett rablás bűntette és védekezésre képtelen személy sérelmére elkövetett életveszélyt okozó testi sértés bűntettének kísérlete miatt 7 év 6 hónap fegyházbüntetésre és 6 év közügyektől eltiltásra ítélte. 
A III. rendű vádlottat mint bűnsegédet (aki a II. rendű vádlott "..mozgását a verekedés egész ideje alatt testmozgással is követte, így biztosította és erősítette őt cselekménye véghezvitelében.") ugyancsak csoportosan elkövetett rablás bűntette és védekezésre képtelen személy sérelmére elkövetett életveszélyt okozó testi sértés bűntettének kísérlete miatt 5 év fegyházbüntetésre és 5 év közügyektől eltiltásra ítélte.
Az ítélet ellen mind az ügyészség, mind pedig a vádlottak és védőik fellebbeztek.
2025. január 29-én a Fővárosi Ítélőtábla jogerős ítéletében
(..)az I. rendű vádlott maximális tartamú, 25 év fegyházbüntetését változatlanul hagyta, míg J. M. II. rendű vádlott és J. D. III. rendű vádlott cselekményeit különös kegyetlenséggel, védekezésre képtelen személy sérelmére elkövetett emberölés bűntette kísérletének minősítette, amit a II. rendű vádlott tettesként, a III. rendű vádlott pedig bűnsegédként követett el. A II. rendű vádlott szabadságvesztés büntetését 10 évre súlyosította, míg a csupán passzív pszichikai bűnsegéd III. rendű vádlott büntetését 3 évre enyhítette.